# Église Saint-Amand de Cussac
Pour les articles homonymes, voir église Saint-Amand.
L'église Saint-Amand est une église située en France sur la commune de Cussac (Cantal), en région Auvergne-Rhône-Alpes.

## Historique
L’église combine un chœur roman à chevet plat et une nef avec trois chapelles latérales ajoutées au XVe siècle. Le porche a été reconstruit en 1626 dans le style du chœur.

### Protection
L'église est inscrite au titre des monuments historiques par arrêté du 30 décembre 1988.

## Description
Le chœur est voûté d’ogives retombant sur des culs-de-lampe sculptés (feuillages, tête d’homme, sirène). Le porche extérieur présente des nervures reposant sur un homme nu tenant un arbre et une tête sculptée.
Le reliquaire de la sacristie est répertorié dans la base Palissy.